# Liste der Mitglieder der National Academy of Sciences/1961
Im Jahr 1961 wählte die National Academy of Sciences der Vereinigten Staaten 39 Personen zu ihren Mitgliedern.

## Neugewählte Mitglieder
- Daniel I. Arnon (1910–1994)
- William O. Baker (1915–2005)
- Seymour Benzer (1921–2007)
- Harry Borthwick (1898–1974)
- Keith E. Bullen (1906–1976)
- Robert H. Burris (1914–2010)
- Shiing-shen Chern (1911–2004)
- Preston Cloud (1912–1991)
- Julius H. Comroe, Jr. (1911–1984)
- Donald J. Cram (1919–2001)
- James F. Crow (1916–2012)
- Lawrence Darken (1909–1978)
- Carl Djerassi (1923–2015)
- William Doering (1917–2011)
- Renato Dulbecco (1914–2012)
- Boris Ephrussi (1901–1979)
- Alfred Hallowell (1892–1974)
- Werner Heisenberg (1901–1976)
- Bernard L. Horecker (1914–2010)
- Rollin D. Hotchkiss (1911–2004)
- Libbie Hyman (1888–1969)
- Mark G. Inghram (1919–2003)
- William N. Lipscomb (1919–2011)
- Hermann F. Mark (1895–1992)
- Hans Neurath (1909–2002)
- George E. Palade (1912–2008)
- Robert V. Pound (1919–2010)
- Vladimir Prelog (1906–1998)
- Lorrin A. Riggs (1912–2008)
- Richard Brooke Roberts (1910–1980)
- Per F. Scholander (1905–1980)
- Charles D. Shane (1895–1983)
- Donald C. Spencer (1912–2001)
- Henry M. Stommel (1920–1992)
- Leo Szilard (1898–1964)
- John W. Tukey (1915–2000)
- Frederick T. Wall (1912–2010)
- Alvin M. Weinberg (1915–2006)
- John H. Williams (1908–1966)